# Научно-издательский совет Академии наук
Научно-издательский совет (НИСО РАН) — научно-координационная организация Российской академии наук по научным журналам, серийным изданиям и другим публикациям РАН.

## История
23 мая 1930 года Центральный исполнительный комитет СССР утвердил новый Устав Академии наук СССР, где был создан Редакционно-издательский совет (РИСО) АН СССР.
После Августовской сессии ВАСХНИЛ 1948 года, РИСО стало требовать больше отзывов к статьям и более подробного оформления специальных «Паспортов рукописей». Требовали коренного идейно-политического и теоретического улучшения работ, предоставляемых к печати. Это касалось даже проверки уже опубликованных с 1946 г. работ.
22 ноября 1988 года постановлением Общего собрания Академии РИСО РАН был переименован в Научно-издательский совет АН СССР.
В ноябре 1991 года переименован в Научно-издательский совет (НИСО) РАН.
Современный Совет работает по Уставу РАН, утвержденным постановлением Правительства Российской Федерации от 27 июня 2014 г. № 589, принятым во исполнение Федерального закона № 253-ФЗ.

### Председатели
Председатели комиссии по году назначения:
- 2017 — Хохлов, Алексей Ремович[3]

## Современные задачи и структура
Совет является научно-координационным органом при Президиуме РАН по организации, планированию и анализу публикационной активности РАН.
Рабочим органом НИСО РАН является Управление научно-издательской деятельности.
Задачи НИСО:
- развитие научно-издательского обеспечения исследований с целью содействия развитию науки
- распространение научных знаний
- повышению престижа науки
- обеспечения приоритетного издания трудов по прорывным технологиям.